# 獵戶瀑布
獵戶瀑布位於花蓮縣秀林鄉砂婆礑溪、源於砂婆礑山的北溪支流，又稱彩虹瀑布，可由花蓮縣警察局吉安分局水源管制哨溯溪上去。瀑布標高約25公尺。瀑布自崖壁一洩而下，匯入砂婆溪中。若由美崙溪上游處旁河床起溯，約5.3公里可抵達瀑布下方。